# Jierstijärvi
Jierstijärvi är en sjö i Finland. Den ligger i kommunen Enontekis i landskapet Lappland, i den norra delen av landet, 900 km norr om huvudstaden Helsingfors. Jierstijärvi ligger 431,3 meter över havet. Arean är 1,04 kvadratkilometer och strandlinjen är 5 kilometer lång. Sjön  ingår i Kemi älvs huvudavrinningsområde.   Omgivningarna runt Jierstijärvi är i huvudsak ett öppet busklandskap.